# 東山町 (瀬戸市)
東山町（ひがしやまちょう）は、愛知県瀬戸市效範連区の町名。現行行政地名は東山町と東山町1・2丁目。

## 地理
瀬戸市の西端に位置する。西を尾張旭市旭台・新居、北から東を山手町、南を松原町・南山町・西山町と隣接している。

### 河川
- 勘右ェ門川（瀬戸川支流） ： 町の中央部を南流している。

- 勘右ェ門川（東山町内）

### 池沼
- 山手池 ： 町の北東部、山手町との町境にある[注釈 2]。

- 山手池

### 学区
市立小・中学校に通う場合、学区は以下の通りとなる。また、公立高等学校普通科に通う場合の学区は以下の通りとなる。
| 町丁・丁目  | 番・番地等 | 小学校             | 中学校             | 高等学校 |
| ----------- | ---------- | ------------------ | ------------------ | -------- |
| 東山町      | 全域       | 瀬戸市立東山小学校 | 瀬戸市立南山中学校 | 尾張学区 |
| 東山町1丁目 | 全域       | 瀬戸市立東山小学校 | 瀬戸市立南山中学校 | 尾張学区 |
| 東山町2丁目 | 全域       | 瀬戸市立東山小学校 | 瀬戸市立南山中学校 | 尾張学区 |

## 歴史

### 町名の由来
この辺りは、旧今村字浦山と呼ばれていた。町名設定の際、浦山地区を三分割し、東方に当たるこの地を東山町としたと推察される。

### 沿革
- 1943年（昭和18年）8月9日 - 瀬戸市大字今字浦山の一部により、同市東山町として成立[2]。
- 1968年（昭和43年）4月15日 - 1丁目を設置[11]。1丁目に南山町・西山町の各一部を編入する[11]。
- 2008年（平成20年）3月1日 - 2丁目を設置[12][13]。東山町の一部が松原町1丁目となり、1丁目に松原町1丁目の一部を、2丁目に松原町2丁目・山手町の各一部をそれぞれ編入する[12][13]。

## 世帯数と人口
2024年（令和6年）1月1日現在の世帯数と人口は以下の通りである。
| 町丁・丁目  | 世帯数  | 人口    |
| ----------- | ------- | ------- |
| 東山町      | 321世帯 | 576人   |
| 東山町1丁目 | 531世帯 | 1,522人 |
| 東山町2丁目 | 144世帯 | 484人   |
| 計          | 996世帯 | 2,582人 |

### 人口の変遷
国勢調査による人口の推移
| 1995年（平成7年）  | 1,630人 | [ 14 ] |  |
| 2000年（平成12年） | 1,707人 | [ 15 ] |  |
| 2005年（平成17年） | 1,683人 | [ 16 ] |  |
| 2010年（平成22年） | 2,455人 | [ 17 ] |  |
| 2015年（平成27年） | 2,340人 | [ 18 ] |  |
| 2020年（令和2年）  | 2,607人 | [ 19 ] |  |

### 世帯数の変遷
国勢調査による世帯数の推移。
| 1995年（平成7年）  | 574世帯 | [ 14 ] |  |
| 2000年（平成12年） | 616世帯 | [ 15 ] |  |
| 2005年（平成17年） | 639世帯 | [ 16 ] |  |
| 2010年（平成22年） | 857世帯 | [ 17 ] |  |
| 2015年（平成27年） | 844世帯 | [ 18 ] |  |
| 2020年（令和2年）  | 933世帯 | [ 19 ] |  |

## 交通

### 鉄道
町内に鉄道は走っていない。最寄り駅は名鉄瀬戸線水野駅になる。

### バス
瀬戸市コミュニティバス「こうはん線」
- イオン瀬戸みずの店 - 東山町 - 陶生病院 系統 ： 東山小学校バス停・東山町バス停

- 東山小学校バス停
- 東山町バス停

### 道路
町内に国道・県道は通っていない。

## 施設
- 瀬戸少年院[8] ： 1934年（昭和9年）1月に設置、同5月に開庁[20]。14歳以上20歳未満の非行少年を収容し、生活指導・職業指導・教科教育をはじめとする各種教育訓練を行い、少年の改善更生を図る施設[20]。
- 愛知県立瀬戸高等学校[8] ： 1924年（大正13年）3月29日に瀬戸町立瀬戸高等女学校として開校[注釈 3][21]。1963年（昭和39年）4月6日に現在地に移転[21]。令和5年度入試では、尾張第2群Bグループに属し、募集人員200人に対して400人が志願し、合格者数は180人だった[22]。2022年（令和4年）5月1日現在の生徒数は364人、教職員数は53人[23]。
- 瀬戸市立東山小学校[8] ：  1972年（昭和47年）4月1日に效範小学校から分離して開校[24]。2022年（令和4年）5月1日現在の児童数は470人、教員数は37人[25]。
- ひかりみつる保育園 ： 2013年（平成25年）4月開園[26]。保育対象年齢は0歳から2歳で定員50名[27]。社会福祉法人放光福祉会が運営している[26]。
- かもが池公園 ： 東山町の南東部にある公園。区画整理事業で生まれた街に、水と緑を復元して作られた。池の周りに散策路が整備されている。
- つつじ広場 ： 東山町の南部にある小さな公園。すべり台・スプリング遊具がある。
- 東山町1丁目Iちびっこ広場 ： 1丁目の中央部にある小さな公園。ブランコ・すべり台・スプリング遊具がある。
- 東山町一丁目IIちびっこ広場 ： 1丁目の北西部にある小さな公園。すべり台がある。
- 東山1丁目IIIちびっこ広場 ： 1丁目の北部にある小さな公園。ブランコ・すべり台・鉄棒がある。
- 東山町1丁目IVちびっこ広場 ： 1丁目の南西部にある小さな公園。すべり台・鉄棒がある。
- 東山町2丁目Iちびっこ広場 ： 2丁目の北東部にある小さな公園。ブランコ・すべり台・鉄棒・スプリング遊具がある。

- 瀬戸少年院
- 愛知県立瀬戸高等学校
- 瀬戸市立東山小学校
- ひかりみつる保育園
- かもが池公園
- つつじ広場
- 東山町1丁目Iちびっこ広場
- 東山町一丁目IIちびっこ広場
- 東山1丁目IIIちびっこ広場
- 東山町1丁目IVちびっこ広場
- 東山町2丁目Iちびっこ広場

## その他

### 日本郵便
- 郵便番号 ： 489-0988[6]（集配局：瀬戸郵便局[28]）。